# Frederik Hansen Von Stöcken
Frederik Hansen Von Stöcken (9. november 1796 – 14. august 1868 i Ribe) var en dansk fabrikant
Født som søn af en toldembedsmand i Seest ved Kolding. Kom i apotekerlære på Svaneapoteket i Viborg. Blev i 1830 dog ansat som provisor på Ribe apotek, hvor apotekeren Eilskou netop var død.
Giftede sig med enken, Anina Hansen Eilskou d. 31. december 1831 og fik bevillingen til apoteket med.
I 1848 var han med til at stifte Ribe Jernstøberi, en virksomhed han senere måtte overtage driften af.
Men det stoppede ikke ved apoteker og støberi-erhvervet. Von Stöcken var ivrig fortaler for at få jernbanen til Ribe. Politisk var han glødende nationalliberal og i en årrække medlem af rigsdagen.
Det var dog ikke alle hans erhvervsinitiativer, der gik lige godt. Således forliste halvdelen af de 22 skibe, som han var medejer af.
Har fået Von Stöckens Plads opkaldt efter sig.